# 永漢 (漢)
永漢（えいかん）は、後漢の献帝劉協の治世に行われた元号。189年。

## 出来事
9月に即位して昭寧を永漢と改めたが、12月、光熹・昭寧・永漢の三号を除き、中平6年に戻すとされた。

## 西暦・干支との対照表
| 永漢 | 元年  |
| 西暦 | 189年 |
| 干支 | 己巳  |